# Karl Kehrle
Karl Kehrle.
Karl Kehrle OSB OBE (3 de agosto de 1898, Mittelbiberach, Alemanha 1 de setembro de 1996, Buckfast, Devonshire, Inglaterra, Reino Unido), mais conhecido como  Irmão Adam. Foi um monge beneditino, apicultor e uma autoridade em criação de abelhas, criador da abelha Buckfast.

## Biografia
Devido a problemas de saúde, Kehrle foi enviado aos 11 anos de idade, pela sua mãe, da Alemanha para a Abadia de Buckfast, onde se juntou à ordem (tornando-se Irmão Adam ) e onde em 1915 iniciou sua atividade de apicultor. Dois anos antes, um parasita, Acarapis woodi, originário da Ilha de Wight, começou a espalhar-se pelo país, devastando todas as abelhas nativas e, em 1916, chegou à abadia, matando 30 das 46 colónias de abelhas. 
Ele viajou para a Turquia para encontrar abelhas nativas resistentes para reprodução seletiva. Em 1917, criou a primeira cepa Buckfast, uma abelha muito produtiva e resistente ao parasita. Em 1º de setembro de 1919, Kehrle foi colocado à frente do apiário da abadia, após a aposentação do Irmão Columbano. Em 1925 e após alguns estudos sobre a disposição das colmeias, ele instalou sua famosa estação de criação em Dartmoor, um modelo isolado para obter cruzamentos selecionados, que ainda funciona. A partir de 1950 e por mais de uma década, Kehrle continuou sua melhoria gradual da abelha Buckfast, analisando e cruzando abelhas de  toda a Europa, Oriente Próximo e Norte da África.
Em 1964, foi eleito membro do Conselho da Bee Research Association, que mais tarde se tornou a International Bee Research Association. Ele continuou seus estudos sobre a abelha Buckfast e suas viagens durante a década de 1970 e recebeu vários prémios, incluindo a nomeação como Oficial da Ordem do Império Britânico (1973)  e da Bundesverdienstkreuz alemã (1974).
Em 2 de outubro de 1987, foi nomeado doutor Honoris causa pela Faculdade de Agricultura da Universidade de Ciências Agrárias da Suécia enquanto procurava uma abelha nas montanhas do Quilimanjaro, na Tanzânia e no Quénia, o que o comoveu profundamente, por ser um reconhecimento oficial da natureza científica do seu trabalho. Dois anos depois, foi também nomeado doutor honoris causa pela Universidade de Exeter, na Inglaterra.
Em 2 de fevereiro de 1992, aos 93 anos, ele renunciou ao cargo de apicultor na Abadia. A partir de 1993, ele viveu uma vida retirada na Abadia de Buckfast e se tornou o monge mais velho da Congregação Beneditina Inglesa. Em 1995, aos 97 anos, mudou-se para um lar, onde morreu em 1 de setembro de 1996.

## Distinções

### Doutoramentos
- 1987 Universidade Sueca de Ciências Agrárias
- 1989 Universidade de Exeter na Inglaterra.

### Outros
- Ordem do Império Britânico de 1973
- 1974 Bundesverdienstkreuz, Alemanha